# Épeigné-les-Bois
Épeigné-les-Bois är en kommun i departementet Indre-et-Loire i regionen Centre-Val de Loire i de centrala delarna av Frankrike. Kommunen ligger i kantonen Bléré som tillhör arrondissementet Tours. År 2022 hade Épeigné-les-Bois 400 invånare.

## Befolkningsutveckling
Antalet invånare i kommunen Épeigné-les-Bois
Referens:INSEE